# Hrabstwo Stark (Ohio)
Hrabstwo Stark (ang. Stark County) – hrabstwo w USA, w stanie Ohio. Według danych z 2000 roku hrabstwo miało 378 098 mieszkańców.

## Miasta
- Alliance
- Canal Fulton
- Canton
- Louisville
- Massillon
- North Canton

## Wioski
- Beach City
- Brewster
- East Canton
- East Sparta
- Hartville
- Hills and Dales
- Limaville
- Meyers Lake
- Navarre
- Waynesburg
- Wilmot

## CDP
- Greentown
- North Lawrence
- Perry Heights
- Richville
- Robertsville
- Uniontown